# Melanchroia venata
Melanchroia venata är en fjärilsart som beskrevs av Frederick H. Rindge 1961. Melanchroia venata ingår i släktet Melanchroia och familjen mätare. Inga underarter finns listade i Catalogue of Life.